# Profil de poste
Le profil de poste, à ne pas confondre avec la fiche de poste, est, en ressources humaines, un ensemble de critères de sélection complet (compétences, aptitudes, activités, responsabilités, salaire, lieu de travail...) qui sert au recruteur à établir l’adéquation entre les exigences du poste et le potentiel du candidat à l'emploi.
C'est le portrait idéal du candidat postulant à un emploi ou une fonction.
Il résulte de l'analyse par le service des ressources humaines des compétences à considérer comme prioritaires, une même personne ne pouvant toutes les cumuler.

## Définition des besoins de l’entreprise
Le profil du poste doit refléter les besoins immédiats, à moyen ou à long terme de l’entreprise. 
- surcroît d’activité (quelle activité, combien de temps, pourquoi, ...) ;
- développement de l’entreprise nécessitant plus de main d’oeuvre
- nouvelles tâches nécessitant des compétences particulières
- nouveau produit ou service
- accroissement de la clientèle
- charge d’activité nécessitant un poste à temps partiel ou complet
- besoin ponctuel ou permanent
- nature du contrat (CDI, CDD, mission en intérim).
- besoin en recrutement réel et pertinent
- bon moment pour recruter
- capacité à gérer le processus jusqu’à son terme.

## Outil de management
Les profils de poste servent à :
- classer les postes,
- définir les qualifications,
- mettre en place un système de rémunérations,
- effectuer des comparaisons entre le profil du poste et les profils des divers candidats. Celui qui se rapproche le plus du profil ainsi défini sera choisi.

## Document type
- Intitulé du poste
- Rattachement / lien de subordination, voire organigramme
- Subsidiarités (qui peut remplacer la fonction en cas d’absence, intégralement ou partiellement)
- Mission principale (résumer l’activité principale confiée à la fonction en 1 ou 2 lignes)
- Tâches confiées ou activités exercées : identifier 3 à 4 grands domaines d’activité puis détailler.
- Savoirs requis (qualifications / diplôme, formation) : par exemple BTS Gestion et 1 an d’expérience en paie
- Savoir-faire compétences techniques
- Compétences  comportementales  (savoir être)+ NIVEAU de maîtrise requis
- Aires de mobilité (passerelles entre emplois sources /// emplois cibles, perspectives d’évolution)

## Fonction «méthodes» (pénibilité)
Dans la fonction « méthodes », le profil de poste correspond à une étude de la pénibilité ou de la dangerosité d'un poste.
L'étude de la pénibilité porte sur 8 critères, classés de 1 à 5. Les points supérieurs 3 sont les points sur lesquels il faut agir en priorité. À titre d'exemple, un poste de travail sur lequel l'ambiance sonore est comprise entre 71 et 85 dB est en pénibilité 3 ; de 85 à 100 dB l'opérateur est obligé de porter des bouchons d'oreilles et la pénibilité est de 4, et au-delà de 100, la pénibilité est de 5.
Le port de bouchons d'oreille ou de casque ne réduit pas la pénibilité du poste.
Les 8 critères sont :
- la sécurité
- l'environnement
- la charge physique
- la charge nerveuse
- l'autonomie
- les relations
- la répétitivité
- le contenu du travail

Les 4 premiers sont prioritaires.
Échelle de notation des compétences requises :
1/4 Le salarié est débutant dans l'application du critère concerné. Le critère concerné n'est pas exécuté de manière autonome. L’activité nécessite des contrôles très fréquents et de l'attention et un suivi soutenu de la part du responsable.
 
2/4 Le salarié est expérimenté dans l'application du critère concerné. Le critère concerné est exécuté correctement mais de façon irrégulière ou inégale. L'activité nécessite un contrôle et/ou une intervention de la part du responsable.
 
3/4 Le salarié est autonome dans l'application du critère concerné. Le critère concerné est exécuté correctement d'une façon permanente et régulière. L'activité ne requiert qu'un contrôle restreint ou épisodique.
 
4/4 Le salarié est expert dans l'application du critère concerné. Le critère concerné est maîtrisé de façon permanente, constante et autonome. De plus, le collaborateur est capable d'un apport significatif dans le domaine concerné.